# Транспортна система розробки кар'єру

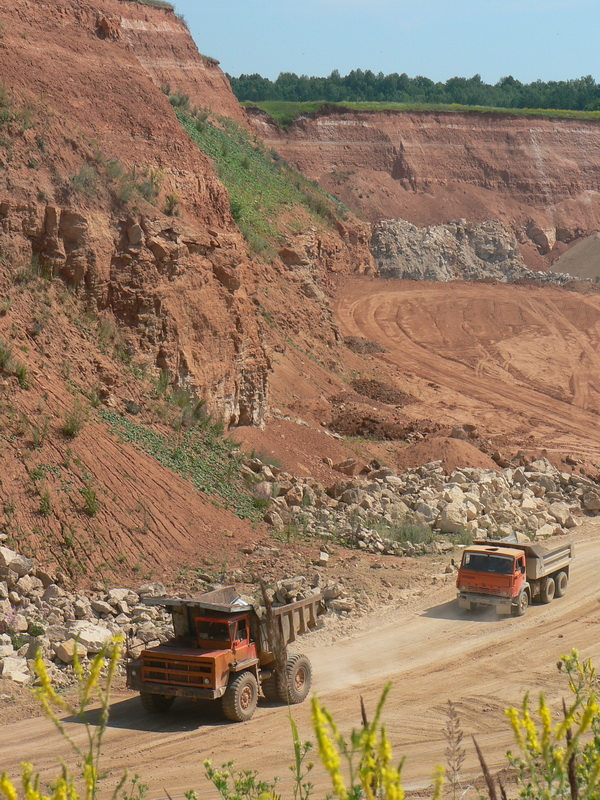
Автомобільний кар'єрний транспорт.

Транспортна система розробки кар'єру — порядок проведення відкритих гірничих робіт, при якому розкривні породи або корисної копалини переміщуються до пункту призначення з допомогою спеціалізованих трансп. засобів.
При Т.с.р. горизонтальних і слабкопохилих родовищ розкривні породи переміщують по периметру кар'єру і розміщують у виробленому просторі. При розробці круто-падаючих покладів вони вивозяться з кар'єру на поверхню і розміщуються у зовн. відвалах. Як спеціалізований вид транспорту можуть застосовуватися автомобільний, залізничний, конвеєрний, гравітаційний, конвеєрні поїзди, скіпові і автомобільні підйомники, підвісні дороги і їх поєднання в різних варіантах.
В Україні найбільш типовий сучасний варіант Т.с.р. застосовується на кар'єрах Кривбасу. Т.с.р. знайшла широке застосування у вугільній, залізорудній промисловості, в кольоровій металургії і пром-сті буд. матеріалів.
Крім України Т.с.р. широко застосовується на кар'єрах США, Канади, РФ, Австралії і інш. При цьому використовуються автосамоскиди вантажопідйомністю до 180—230 т, засоби транспорту вантажопідйомністю 200—260 т, конвеєри продуктивністю до 15000 м3/год. На багатьох кар'єрах зі скельними породами застосовується циклічно-потокова технологія з напівстаціонарними і пересувними перевантажувальними пунктами. Т.с.р. із застосуванням техніки безперервної дії найбільше поширення отримала в Німеччині і Чехії. При цьому виймально-вантажні роботи здійснюються роторними або ланцюговими екскаваторами продуктивністю до 10000 т/год. Для відвалоутворення використовуються відвалоутворювачі або абзетцери. Ширина стрічки конвеєрів досягає 3600 мм, довжина ставу до 4-5 км.